# Кулоден (Западна Вирџинија)
Кулоден (енгл. Culloden) насељено је место без административног статуса у америчкој савезној држави Западна Вирџинија.

## Демографија
По попису из 2010. године број становника је 3.061, што је 121 (4,1%) становника више него 2000. године.
| Група             | 2000.         | 2010.         |
| Белци             | 2.900 (98,6%) | 3.016 (98,5%) |
| Афроамериканци    | 9 (0,3%)      | 5 (0,2%)      |
| Азијати           | 8 (0,3%)      | 9 (0,3%)      |
| Хиспаноамериканци | 7 (0,2%)      | 6 (0,2%)      |
| Укупно            | 2.940         | 3.061         |